# Bryum chlororhodon
Bryum chlororhodon är en bladmossart som beskrevs av C. Müller 1898. Bryum chlororhodon ingår i släktet bryummossor, och familjen Bryaceae. Inga underarter finns listade i Catalogue of Life.